# Seznam perujskih slikarjev
Seznam perujskih slikarjev.

## A
- Pablo Amaringo

## E
- José María Eguren

## H
- Daniel Hernández (slikar)

## R
- Jorge Vinatea Reinoso

## S
- José Sabogal

## V
- Boris Vallejo
- Alberto Vargas